# Pedro María Ureña
Pedro María Ureña è un comune del Venezuela situato nello Stato di Táchira.
Il capoluogo del comune è la città di Ureña.